# Federació de Futbol de Bhutan
La Federació de Futbol de Bhutan, també coneguda per les sigles BFF (en anglès: Bhutan Football Federation, en dzongkha: འབྲུག་ཡུལ་རྐང་རིལཁོངས་གཏོགས) és l'òrgan de govern del futbol del regne del Bhutan. Va ser fundada l'any 1983 i està afiliada al Comitè Olímpic de Bhutan (en anglès: Bhutan Olympic Committee) que és la màxima autoritat del país en matèria esportiva.
Des dels anys seixanta fins a la seva fundació amb el nom actual, la BFF era coneguda amb el nom de Bhutan Football Association BFA i estava afiliada a l'Associació Esportiva Nacional de Bhutan (en anglès: National Sports Association of Bhutan), que aleshores era la màxima autoritat esportiva del país.
El 1993, es va afiliar a la Confederació Asiàtica de Futbol (AFC).
Des de l'any 2000 és membre de la Federació de Futbol de l'Àsia del Sud (SAFF) i de la Federació Internacional de Futbol Associació (FIFA).
BFF és la responsable d'organitzar el futbol de totes les categories, tant masculines com femenines, inclosos el futbol sala i les respectives seleccions nacionals.
Les principals competicions que organitza la BFF són la Bhutan Premier League, la Lliga butanesa de futbol (en anglès: Bhutan Super League) i la Lliga Femenina de Thimphu (en anglès: Thimphu Women's League).
La selecció nacional de futbol de Bhutan va ser considerada la pitjor selecció de futbol del rànquing FIFA fins al 2015 quan va guanyar un partit de classificació del mundial contra Sri Lanka.